# Parikkala

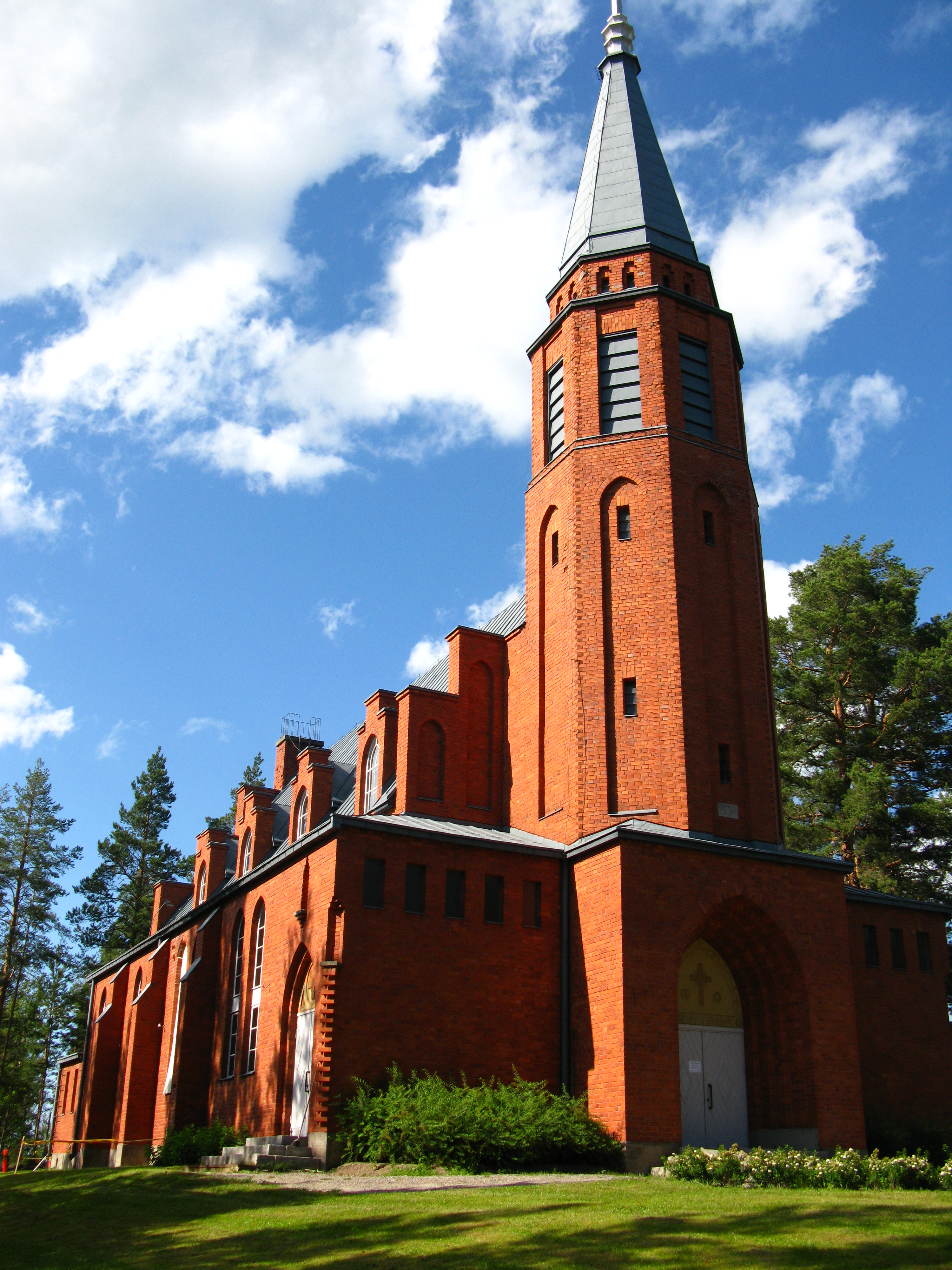
Igreja de Saari.

Parikkala é um município finlandês localizado na região da Finlândia Meridional.